# Príncipe Real de Portugal
Príncipe Real foi o título atribuído aos herdeiros presuntivos da Coroa de Portugal, durante a Monarquia Constitucional (1822-1910). A partir da morte de D. Manuel II, último rei de Portugal, o título de Príncipe Real passou a ser reivindicado pelos pretendentes ao trono e chefes da casa real portuguesa.

## História

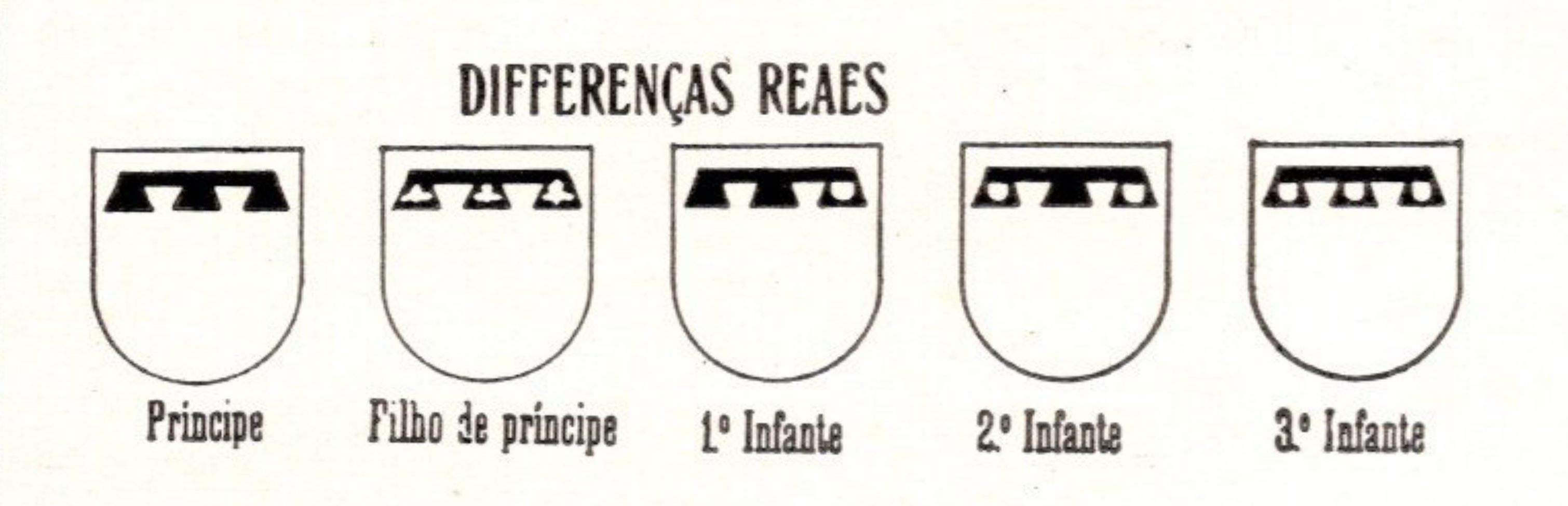
Sinalização da hereditariedade principesca.

O título de Príncipe Real surgiu quando D. João VI elevou o Brasil à categoria de reino unido com Portugal em 1815 (extinguindo-se assim o antigo título de Príncipe do Brasil).
Após a Constituição de 1822 e subsequentes constituições, a atribuição deste título passou a ser regulada pelas leis fundamentais do reino, e investido sobre o Herdeiro Presuntivo do Reino como já era costume. O último príncipe que usou o título de facto foi D. Afonso de Bragança, Duque do Porto, na qualidade de tio e sucessor provisório do rei D. Manuel II, depois do assassinato de D. Carlos I e do príncipe real D. Luís Filipe em 1908.
O filho primogênito do Príncipe Real tem o título de Príncipe da Beira.
Os detentores deste título tinham o tratamento de Sua Alteza Real (SAR), e detinham os seguintes títulos subsidiários:
1. Duque de Bragança
2. Marquês de Vila Viçosa
3. Conde de Arraiolos
4. Conde de Ourém
5. Conde de Faria
6. Conde de Neiva

Em honra deste título e do seu filho D. Pedro, portador do mesmo, a rainha D. Maria II mandou erguer um jardim no espaço da antiga patriarcal de Lisboa, então em ruínas, e que constituía um excelente esconderijo para celerados da época. Nascia assim o Jardim do Príncipe Real.

## Lista de príncipes reais
| Nome                                                                   | Retrato | Nascimento             | Casamento                                                                                                   | Morte                           | Monarca   |
| ---------------------------------------------------------------------- | ------- | ---------------------- | --- | ------------------------------- | --------- |
| Dom João 16 de dezembro de 1815 – 20 de março de 1816                  |         | 13 de maio de 1767     | Carlota Joaquina de Bourbon 8 de maio de 1785 9 filhos                                                      | 10 de março de 1826 58 anos     | Maria I   |
| Dom Pedro de Alcântara 20 de março de 1816 – 10 de março de 1826       |         | 12 de outubro de 1798  | Maria Leopoldina da Áustria 13 de maio de 1817 7 filhosAmélia de Leuchtenberg 17 de outubro de 1829 1 filho | 24 de setembro de 1834 35 anos  | João VI   |
| Dom Pedro de Alcântara 16 de setembro de 1837 – 15 de novembro de 1853 |         | 16 de setembro de 1837 | Estefânia de Hohenzollern 29 de abril de 1858 Sem filhos                                                    | 11 de novembro de 1861 24 anos  | Maria II  |
| Dom Carlos Fernando 28 de setembro de 1863 – 19 de outubro de 1889     |         | 28 de setembro de 1863 | Amélia de Orleães 22 de maio de 1886 3 filhos                                                               | 1 de fevereiro de 1908 44 anos  | Luís I    |
| Dom Luís Filipe 19 de outubro de 1889 – 1 de fevereiro de 1908         |         | 21 de março de 1887    | — | 1 de fevereiro de 1908 20 anos  | Carlos I  |
| Dom Afonso 1 de fevereiro de 1908 – 5 de outubro de 1910               |         | 31 de julho de 1865    | Nevada Stoody Hayes 26 de setembro de 1917 Sem filhos                                                       | 21 de fevereiro de 1920 54 anos | Manuel II |

## Pós-monarquia
- Miguel Januário de Bragança (filho do Rei D. Miguel I)
- Duarte Nuno de Bragança (filho do anterior)
- Duarte Pio de Bragança (filho do anterior)
- Maria Pia de Saxe-Coburgo Gotha e Bragança (auto-intitulada filha bastarda de D. Carlos I)